# Landesschülervertretung (Deutschland)
Die Landesschülervertretungen auch LandesschülerInnenvertretungen (LSV) stellen meist Zusammenschlüsse einzelner Schülervertretungen aus einem Bundesland dar. Dabei ist die Benennung „Landesschülervertretung“ ein allgemeingültiger Begriff; der tatsächliche Name des jeweiligen Verbands kann je nach Bundesland anders lauten. (zum Beispiel Schüler:Innenkammer Hamburg oder Landesschülerausschuss Berlin)
Zwei der Hauptaufgaben der Landesschülervertretungen sind regelmäßig die Organisation der Zusammenarbeit von regionalen Zusammenschlüssen der Schülervertretungen (den Bezirksschülervertretungen oder Kreisschülervertretungen oder anderen ähnlichen Strukturen Regionaler Ebene) und die Interessenvertretung von Schülern gegenüber dem jeweiligen Schul- oder Bildungsministerium (Kultusministerium), den im Landtag vertretenen Parteien und anderen Organisationen.
Momentan gibt es in allen 16 Bundesländern Landesschülervertretungen. Als letztes Bundesland wurde 2007 in Bayern eine offizielle, gesetzliche Interessenvertretung etabliert, nachdem es 25 Jahre lang einen eingetragenen Verein als Zusammenschluss der Bezirksschülersprecher gegeben hatte.
Eine Interessenvertretung oberhalb der Landesschülervertretung erfolgte durch die Bundesschülerkonferenz (BSK), in der jedoch nicht alle Länder beteiligt sind.
Je nach Bundesland variiert auch die Struktur. Dennoch findet sich stets ein höchstes beschlussfassendes Gremium, das die Positionen der LSV zu bildungspolitischen Themen festlegt.
Es kann – mit Abweichungen – zudem von folgendem Organisationsschema ausgegangen werden:

## Hierarchie
- Landesschülervertretung: Delegiertengremium, Vorstand, ggf. mit einem Landesschulsprecher als Vorsitzenden
- Bezirksschülervertretung: Delegiertengremium, Vorstand, ggf. mit einem Bezirksschülersprecher als Vorsitzenden, bzw. Kreis- oder Stadtschülerrat mit einem Kreisschulsprecher
- Schülersprecher an der einzelnen Schule
- Schülerrat als höchstes beschlussfassendes Gremium der Schülervertretung an der einzelnen Schule
- Klassensprecher in einer Klasse
- Schüler

Dies ist eine rein exemplarische Ehrenämterverteilung. Die tatsächliche Organisation kann je nach Bundesland abweichen.
In manchen Bundesländern haben zu den Mitgliederversammlungen auch Interessierte (ohne Amt) Zugangs- und zum Teil auch Mitgestaltungsmöglichkeit.
Oft haben aber auch nur gewählte Vertreter staatlicher Schulen Zugang. Private und Schüler von Schulen in freier Trägerschaft bleiben dort außen vor. In manchen Bundesländern haben sich deshalb Landesschülervertretungen der Schulen in freier Trägerschaft gebildet. In vielen Ländern bilden sich in den letzten Jahren, beginnend 2001 mit der Gründung des Landesschülerrats der Freien Waldorfschulen in Baden-Württemberg auch Schülerräte der Freien Waldorf- und Rudolf-Steiner-Schulen. Auch existieren Abweichungen der zu vertretenden Schüler, die sich in einer LSV organisieren. So gibt es Landesschülervertretungen, die nur eine Schulart vertreten, aber auch Vertretungen für alle Schularten eines Landes.